# Nothing Is Sound
Nothing Is Sound é o quinto álbum de estúdio da banda estadunidense de rock alternativo, Switchfoot, lançado em 13 de Setembro de 2005.
Estreou direto no número três no Top 200 da Billboard 200. O primeiro compacto deste álbum foi "Stars," o qual foi "Nº1" das músicas adicionadas nas rádios de rock moderno, e foi muito tocada logo após ser lançada nas estações de rádio de rock alternativo também. Um segundo compacto, "We Are One Tonight", foi lançado no início de 2006, mas sem muito sucesso nas tabelas da (revista) Billboard.
Houve uma controvérsia sobre a inclusão (do chip) de proteção contra reprodução no disco (ie. CD) deles, e que causou o próprio baixista do grupo (Switchfoot), Tim Foreman, publicar no portal do Website deles um blog de como fazer um hack" para evitar o bloqueio da cópia e causou com que a gravadora deles, Columbia Records, removesse o blog na mesma hora. O álbum esteve na frente do escândalo sobre a prevenção de cópias de CDs da Sony BMG e, eventualmente,  fez com que o CD deles fosse removido do mercado para que a poteção fosse removida do CD.

## Faixas
1. "Lonely Nation"  – 3:44
2. "Stars"  – 4:20
3. "Happy Is a Yuppie Word"  – 4:49
4. "The Shadow Proves the Sunshine"  – 5:04
5. "Easier Than Love"  – 4:28
6. "The Blues"  – 5:15
7. "The Setting Sun"  – 4:24
8. "Politicians"  – 3:26
9. "Golden"  – 3:35
10. "The Fatal Wound"  – 2:44
11. "We Are One Tonight"  – 4:39
12. "Daisy"  – 4:20

### Faixas extras
Em adição as faixas principais acima, o álbum foi lançado com material adicional em lojas diferentes.
- Álbuns vendidos nas lojas da Target Corporation possuiam uma faixa adicional (bonus), chamada, "Goodnight Punk". A canção foi considerada originalmente para o álbum The Beautiful Letdown, mas foi cortada do projeto durante o processo de seleção final.
- Álbuns vendidos no Wal-Mart tinham uma canção de Natal chamada "Old Borego" (novamente, uma faixa bonus), qual Jon Foreman tinha escrito no passado para um álbum beneficente, lançado localmente na cidade da banda (San Diego).
- No Japão, o álbum foi lançado com uma versão alternativa de "Dare You to Move", e que foi apresentada durante uma montagem no DVD da banda, "Switchfootage", junto com o lançamento da faixa inédita, "Monday Comes Around."
- Álbuns vendidos pelo iTunes incluiam uma versão acústica da canção "Stars".

## História do álbum e gravação
Depois do grande sucesso do álbum prévio, The Beautiful Letdown, a banda se viu constantemente nas turnês e trabalhando no novo projeto enquanto nas viagens. Como resultado, muitas das canções no álbum Nothing Is Sound fez sua estréia ao público enquanto a banda estava em turnê. Todas as noites das turnês a banda escreveria partes para novas canções, e podiam testá-las durante seus concertos. "Não há nada como tocar novas canções em frente de pessoas de verdade com opiniões verdadeiras. As pessoas nestes concertos (a grande família do Switchfoot), eles moldam estas canções tanto quanto qualquer um,"  Jon Foreman diz.

## Sucesso de mercado
Em outubro, pouco depois de um mês da data que o álbum foi lançado, Nothing Is Sound foi certificado com o disco de ouro da Associação Estadunidense da Indústria de Gravação (RIAA), indicando mais do que 500,000 cópias vendidas.  O ritmo das vendas diminuiu substancialmente após a descoberta do Rootkit da Sonynos discos. A edição da Billboard de 1 de Novembro de 2006 publicou que Nothing Is Sound  tinha vendido 549,000 unidades. Apesar dos obstáculos às vendas contínuas, a sua estréia no Billboard 200 com a posição número três é a mais alta posição de todos os álbuns que o Switchfoot já conseguiu-se colocar. "Stars" é a melhor canção deste álbum nas paradas de singles, alcançando a posição de número dezesseis nas paradas de rock moderno, e número 68 no Billboard Hot 100.

## A controvérsia da proteção anticópia
Em Novembro de 2005, foi revelado que a Sony estava distribuindo álbuns com proteção anticópias, um recurso controversial que automaticamente instalava o programa  rootkit em qualquer máquina com Windows, quando inserindo o disco nela. Em adição à prevenção da reprodução do CD, foi revelado que o programa reportava, à Sony, os hábitos de audição do usuário e também deixava o computador exposto a ataques maliciosos que exploravam recursos inseguros do programa rootkit. Embora a Sony tenha recusado revelar uma lista de CDs que foram afetados, a Electronic Frontier Foundation identificou Nothing Is Sound como um dos discos com o programa invasivo.
O baixista, Tim Foreman, publicou no blog da banda um modo de escapar deste programa pré-instalado no CD da banda.  A mensagem original dele foi logo removida do blog, o que causou algumas pessoas a espcularem que a Sony ia procesar a banda por tal feito. Contudo, nenhuma ação legal tomou lugar. Jon Foreman iria, mais tarde, dizer que ele sentiu que o álbum estava "corrompido".
Um problema adicional foi encontrado em alguns discos que foram publicados pela EMI. Estes discos tinham proteção anticópia, "Cactus Data Shield".  Ironicamente, algumas cópias desta versão também foram recolhidas do mercado devido a ajustes incorretos da proteção anticópia, embora eles terem sido trocados por outras cópias de proteção anticópia com os ajustes corrigidos.

## Lançamento emDualDisc
Uma versão DualDisc do Nothing is Sound também foi lançado simutaneamente as versões das edições normais. Notável é o fato que estes foram a única versão que não foram lançadas com programa de proteção anticópia.
O lado do disco com o DVD inclui o álbum todo em Surround sound, 5.1, e também inclui um documentário de trinta minutos aproximadamente, sobre a produção do álbum.

## Temas das letras
Nothing Is Sound é caracterizada por ser um álbum "mais escuro" comparado com outros lançamentos do Switchfoot. O compositor, Jon Foreman, até deu a dica que o álbum poderia ser criticado como sendo "um capítulo escuro revelando até mesmo mais mistérios a serem solucionados".  Liricamente, as canções exploram tópicos que variam entre solidão e o fim do mundo, antientropia, e a comercialização de sexo.  A banda sempre viu o álbum como sendo mais esperançoso do que qualquer outra coisa, apresentando canções como, "The Shadow Proves the Sunshine" como um aparentemente escuro tema pode na verdade ser positivo.  Jon diz, "eu posso escrever sobre como nada importa, mas é algo muito esperançoso para mim poder ser provado errado.”

## Video musical
O primeiro video musical de Switchfoot deste álbum é "Stars", qual foi filmado quase todo debaixo d'água. Desde então, Switchfoot lançou a versão ao vivo do video de "Stars", e uns outros dois videos para o segundo single do álbum, "We Are One Tonight". A banda também filmou um video para a canção "Happy Is a Yuppie Word"' em anticipação de estar sendo lançado como o primeiro single. Embora, nunca foi formalmente lançado, mas foi mais tarde incluida no DVD Switchfootage 2 junto com um video para o "The Blues".

## Paradas
| Ano  | Paradas              | Posição |
| ---- | -------------------- | ------- |
| 2005 | Billboard 200        | 3       |
| 2005 | Top Christian Albums | 1       |
| 2005 | Top Internet Albums  | 3       |

## Créditos
- Jon Foreman: Vocal, guitarra
- Tim Foreman: Baixo, Vocal de apoio
- Jerome Fontamillas: Guitarra, teclados, Vocal de apoio.
- Drew Shirley: Guitarra
- Chad Butler: Baterista

### Produção e crédito técnico
- Produzido por — John Fields
- Gravado por (engenheiros de som) — Steven Miller, John Fields, Chris Testa, Dorian "wook" Crozier e Switchfoot
- Engenheiros adicionais — Ryan Nichols e Helmut Meijer
- Assistentes — Michael Harris, Ben Moore, Matt Beckley, Cameron Barton e Zeph Sowers
- Mixagem — Bob Clearmountain and Chris Lord-Alge
- Matriz (mastering) por — Ted Jensen
- Arte original da capa — Nessim Higson
- Direção artística — Justin Clark

### Instrumentação adicional
- "Daisy" — Cordas: Chris Westlake e Tommy Barbarella
- "The Blues" — Cordas: Tommy Barbarella - Grupo coral: Todd Cooper, Jimmy Coup e Joel Hossler - como Kuyasa Kids
- "Stars" — Vocal de apoio: Andy Sturmer (convidado)
- "We Are One Tonight" — Vocal de apoio: Rachel Masen (convidada)
- Percussão — Ken Chastain